# تانک شهر-۲
تانک شهر-۲ (به انگلیسی: Tank City-II) یک منطقهٔ مسکونی در پاکستان است که در خیبر پختونخوا واقع شده‌است.